# Ногоплодник дакридиевидный
Ногопло́дник дакридиеви́дный (лат. Dacrycárpus dacrydioídes; маорийское название — кахикатеа (маори kahikatea) — растение; вид рода Ногоплодник семейства Подокарповые (Podocarpaceae). Эндемик Новой Зеландии.

## Распространение
Широко распространён на территории всей Новой Зеландии, встречаясь на островах Северный и Южный, а также на острове Стьюарт. Произрастает в низменных лесах. В прошлом доминировал на часто заливаемых и/или плохо дренируемых аллювиальных почвах. Изредка встречается в нижней части горных лесов (на высоте до 600 м).

## Биологическое описание

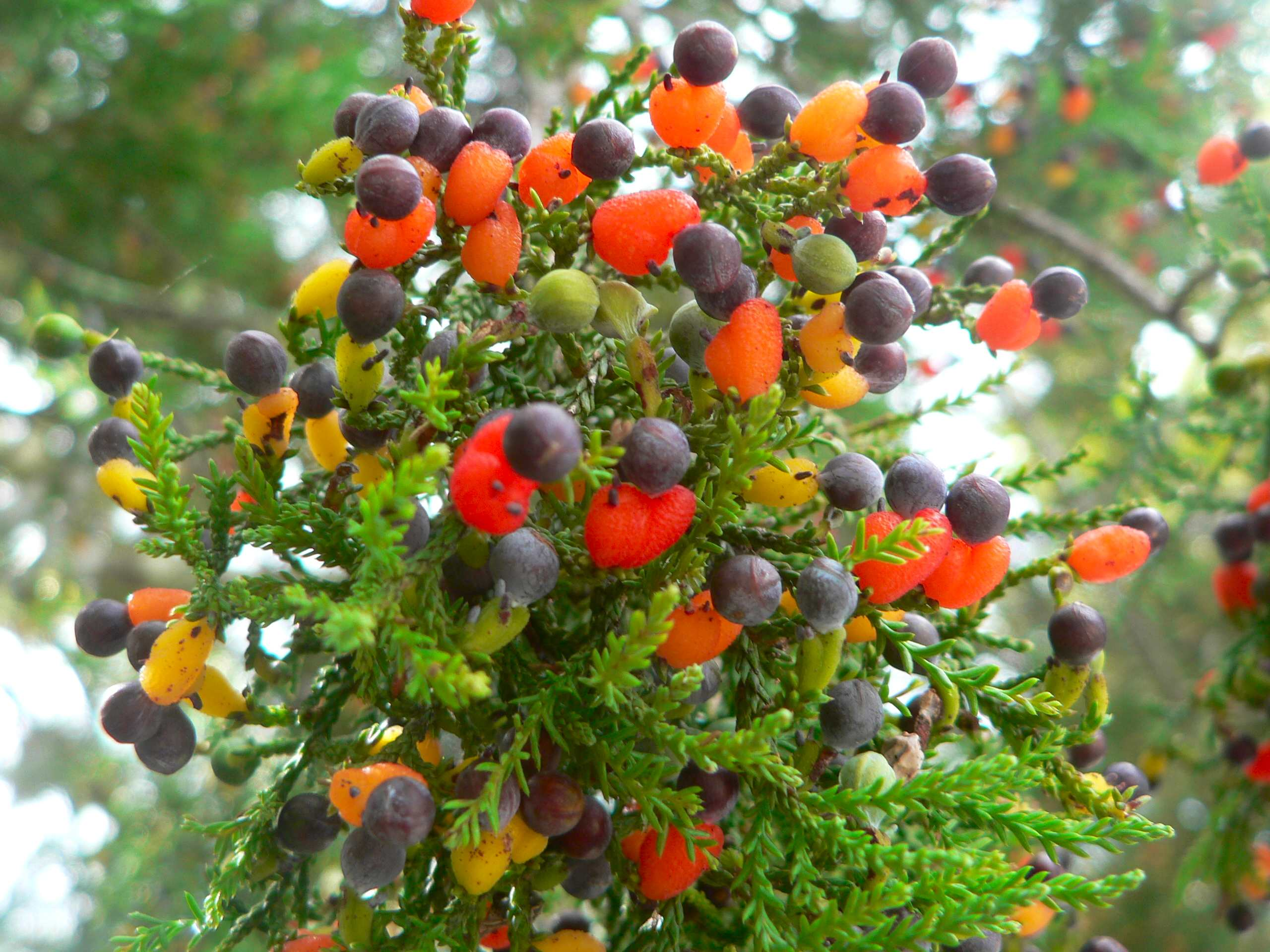
Плоды

Ногоплодник дакридиевидный — вечнозелёное двудомное хвойное дерево высотой до 50—65 м (является самым высоким среди эндемичных для Новой Зеландии видов деревьев). Ствол диаметром 1—2 м, часто покрыт бороздами. Кора серая или тёмно-серая, отпадает толстыми, извилистыми клочками. Древесина белая, без запаха.
Побеги тонкие, висячие. Молодые листья узколинейные, полусерповидные, остроконечные, низбегающие, длиной 3—7 мм, шириной 0,5—1 мм, винно-красного, тёмно-зелёного или зелёного цветов. Почти взрослые листья имеют длину, меньшую или равную 4 мм, тёмно-зелёного или красного цвета. Взрослые листья длиной 1—2 мм, черепицеобразно-налегающие, ладьевидные, полутреугольные, ланцетно-шиловидные, коричнево-зелёного или серовато-зелёного цвета.
Мужские шишки одиночные, продолговатые, длиной 10 мм. Пыльца бледно-жёлтая. Семяпочка одиночная, голубовато-зелёная. Плод мясистый, продолговатый, длиной 2,5—6,5 мм, жёлтого или оранжево-красного цвета. Семя обратнояйцевидное или овальное, диаметром 4—6 мм, пурпурно-чёрного цвета. Цветёт с октября по январь. Плодоношение с февраля по апрель. Семена созревают в мае, прорастают поздней весной или в начале лета. Основной способ распространения — эндозоохория (разновидность зоохории, при которой животные (в данном случае птицы) поедают плоды целиком, а находящиеся внутри них семена проходят через пищеварительный тракт и оказываются снаружи вместе с экскрементами).

## Хозяйственное значение и применение
Новозеландский народ маори, который считал это дерево ребёнком богов Тане и Хине-уаорики, использовал его для производства каноэ, нанесения татуировок, а смолу — в качестве жевательной резинки. Кроме того, ногоплодник дакридиевидный имел и медицинское назначение: его листья использовали при лечении проблем с мочеиспусканием.
В конце XIX — начале XX веков древесина дерева широко использовалась при производстве коробочек для хранения сливочного масла, которое затем экспортировали в Великобританию. Это привело к уничтожению заболоченных лесов, встречавшихся на Северном острове и в северной части Южного острова.

## Ботаническая классификация

### Синонимы
По данным The Plant List на 2013 год, в синонимику вида входят:
- Dacrydium excelsum D.Don, nom. illeg.
- Nageia dacrydioides (A.Rich.) F.Muell.
- Nageia excelsa (D.Don) Kuntze, nom. illeg.
- Podocarpus dacrydioides A.Rich.
- Podocarpus excelsus (D.Don) Druce, nom. illeg.
- Podocarpus thujoides R.Br. ex G.Benn.